# Liste der Studentenverbindungen in Mittweida

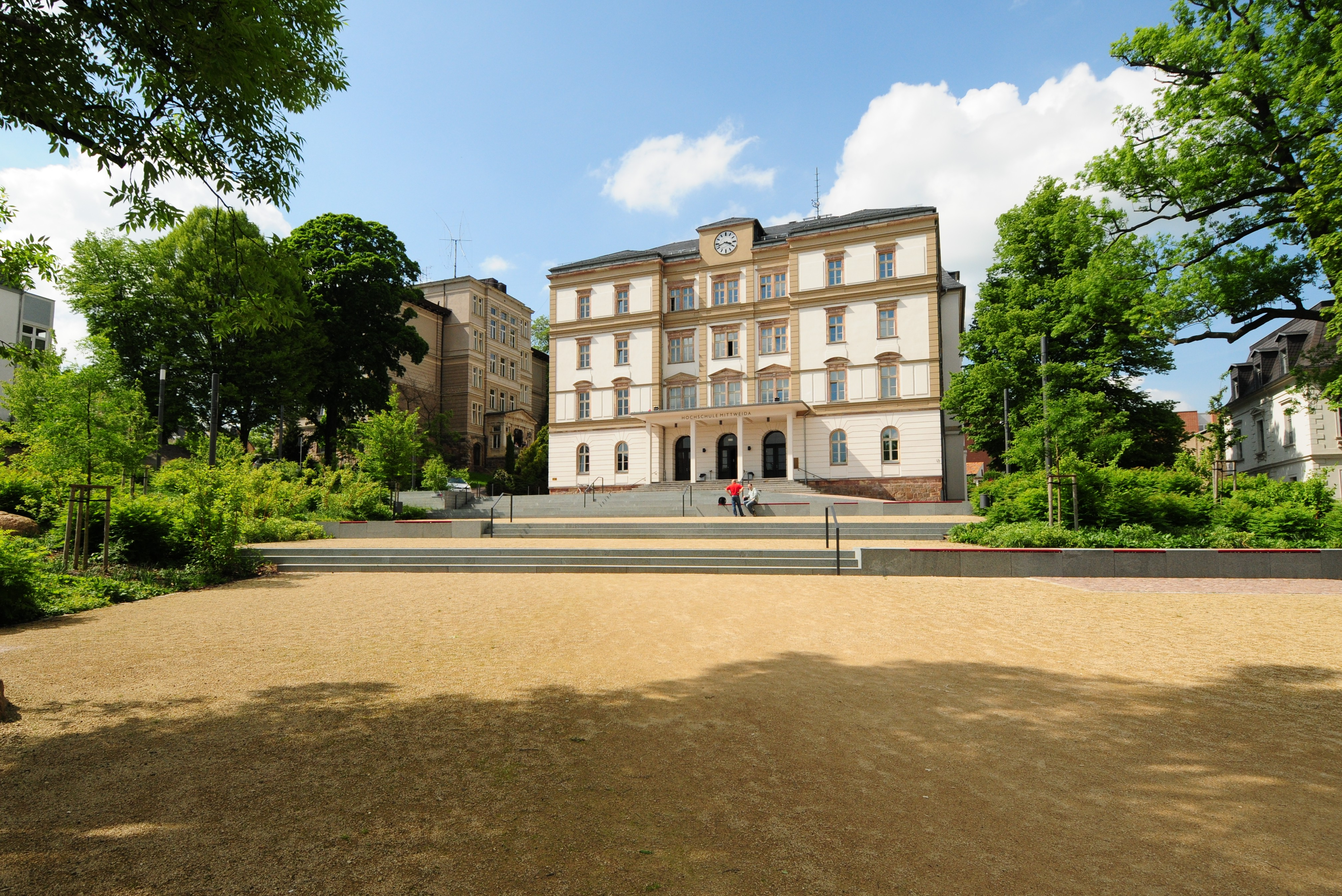
Das ehemalige Technikum in Mittweida

Die Liste der Studentenverbindungen in Mittweida verzeichnet die aktiven, suspendierten und erloschenen Studentenverbindungen in Mittweida, welche unterschiedlichen Korporationsverbänden angehörten oder verbandsfrei sind und waren. Sie sind und waren am ehemaligen Technikum Mittweida von 1867 und der späteren Hochschule Mittweida ansässig. Bis zu 48 studentische Verbindungen waren gleichzeitig an diesem aktiv.

## Liste
Die Sortierung erfolgt nach dem Gründungsdatum.

### Aktive Verbindungen
| Name                              | Gründung     | Farben                                          | Wappen | Zirkel | Verband   | Fechtfrage     | Mitglieder | Wahlspruch      | Anmerkungen |
| --------------------------------- | ------------ | ----------------------------------------------- | ------ | ------ | --------- | -------------- | ---------- | --------------- | --- |
| Burschenschaft Fidentia Mittweida | 4. Dez. 1990 | \| \| \| \| \| \| \| \| \| \| grün-gold-schwarz |        |        | BDIC, MSC | nichtschlagend | Männer     | Viribus unitis! | Neugründung nach DDR durch 15 Gründungsburschen; 1991 Bezug der Konstante in Wohnheim II; 11. Mai 1991: Verleihung der Bänder und Mützen in Nürnberg an die Gründungsburschen durch den MSC; 8. Juni 1991 Aufnahme in den MSC als Burschenschaft Fidentia im MSC; 7. Mai 1994 Aufnahme der Burschenschaft Fidentia in den BDIC; 4. Juni 1994: 1. Diplomantenkneipe im Ritterhof Altmittweida; Mai 1997: BDIC Bundestagung und MSC Jahresconvent in Mittweida, Festkommers in der Reithalle Mittweida; 6.–8. Dezember 2000: 10. Stiftungsfest der Burschenschaft; 2003 Wechsel der Konstante in das kleine Volkshaus; 2.–4. Dezember 2005: 15. Stiftungsfest auf der Augustusburg; aktuelle Konstante ist die Eckkneipe an der Rochlitzer Str. 68 in Mittweida |
|                                   |              |                                                 |        |        |           |                |            |                 | |
|                                   |              |                                                 |        |        |           |                |            |                 | |
|                                   |              |                                                 |        |        |           |                |            |                 | |
|                                   |              |                                                 |        |        |           |                |            |                 | |
|                                   |              |                                                 |        |        |           |                |            |                 | |

### Verlegte Verbindungen
Hier werden die aus Mittweida verlegten Verbindungen aufgeführt. Diese sind teils auch suspendiert und erloschen.
|  |
|  |
|  |

|  |
|  |
|  |

|  |
|  |
|  |

|  |
|  |
|  |

|  |
|  |
|  |

|  |
|  |
|  |

|  |
|  |
|  |
|  |
|  |

|  |
|  |
|  |
|  |
|  |

|  |
|  |
|  |

|  |
|  |
|  |

|  |
|  |
|  |
|  |
|  |

### Erloschene Verbindungen
Hier werden die noch in Mittweida erloschenen Verbindungen aufgeführt.
|  |
|  |
|  |

|  |
|  |
|  |

|  |
|  |
|  |

|  |
|  |
|  |

|  |
|  |
|  |

|  |
|  |
|  |

|  |
|  |
|  |

|  |
|  |
|  |
|  |

|  |
|  |
|  |

|  |
|  |
|  |
|  |
|  |

|  |
|  |
|  |

|  |
|  |
|  |

|  |
|  |
|  |

## Mittweidaer Senioren-Convent/Mittweidaer Senioren-Cartell

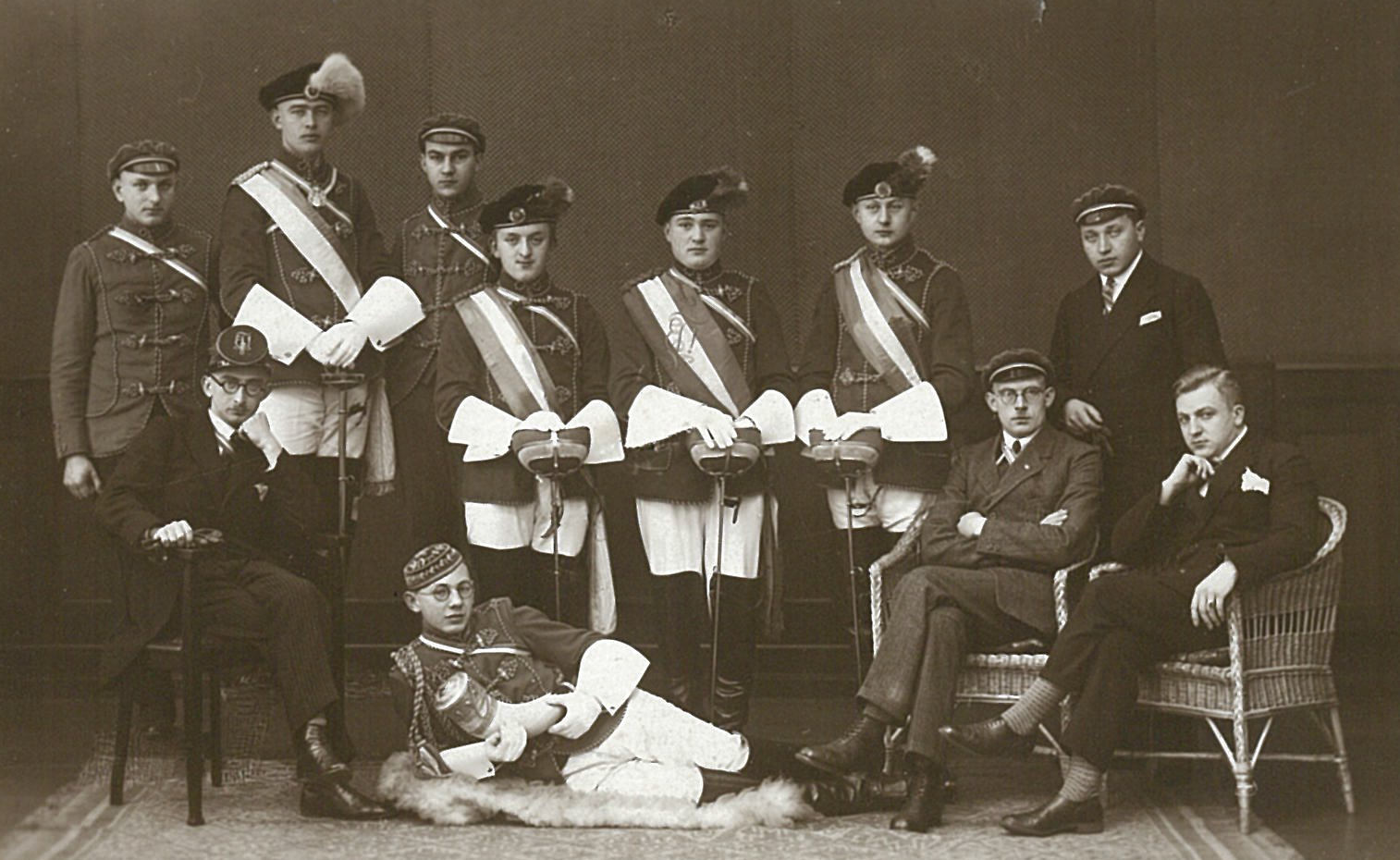
Mitglieder der Burschenschaft Cheruskia (1910)

Der Mittweidaer Senioren-Convent (MSC) wurde am 10. Juni 1920 als örtlicher Zusammenschluss der Senioren von 15 farbentragenden Studentenverbindungen in Mittweida gegründet. 9 weitere traten ihm später bei.
Seit dem 18. März 1910 bestand daneben für die Alten Herren der Mittweidaer Korporationen die Vereinigung der Alt-Herren-Verbände Deutscher Corporationen Mittweidas e.V. (VAHDCM) mit dem Sitz in Berlin.
In der Zeit des Nationalsozialismus wurden die Studentenverbindungen aufgelöst. In 1945 löste sich der MSC „infolge der politischen Maßnahmen und der Kriegsfolgen“ auf, nachdem Studentenverbindungen in der DDR nicht wieder zugelassen wurden.
Anlässlich eines Conventes am 18. Mai 1960 auf der Burg Rheinfels bei St. Goar wurde festgestellt, dass „seit Kriegsende eine Reihe ehemaliger Mittweidaer Korporationen wieder entstehen und an verschiedenen Orten reaktivieren konnten“. Dies führte zum Beschluss den MSC zu rekonstituieren.
So wurde der er in 1961 als Mittweidaer Senioren-Cartell (MSC) der ehemals am Technikum Mittweida ansässigen, farbentragenden Studentenverbindungen in Bingen am Rhein reaktiviert. Sein Zweck ist die Wahrung der korporativen Traditionen, sowie der aktive Austausch zwischen den einzelnen in Deutschland existierenden Korporationen des Cartells. Aufgrund der im Bundesgebiet verstreuten Studienorte der Korporationen war ein jederzeitiges Treffen nicht mehr möglich, weswegen eine Umwandlung des dauerhaft bestehenden „Conventes“ in ein „Cartell“ mit jährlich wiederkehrenden Vertreterversammlungen erfolgte. So übernahm es die Nachfolge des früheren Mittweidaer Senioren Conventes und der früheren Vereinigung der Alt-Herren-Verbände Deutscher Corporationen Mittweidas. Seine Farben sind schwarz-rot-blau-gold.
Im Mai 1992 fand die 125-Jahr-Feier der Hochschule Mittweida mit großem Festkommers statt und im Mai 1997 die 130-Jahr-Feier.
2007 umfasste das MSC 18 ehemalige Mittweidaer Bünde. Die Mitgliedsvereine waren ursprünglich schlagend, sind heute aber teilweise auch nichtschlagend oder stellen die Mensur frei. Das wiederbegründete Cartell bemühte sich, den Wappenfelsen zu reaktivieren, den es bereits seit dem 19. Jahrhundert an der Talsperre Kriebstein gibt. Dieser Fels, der die Wappen aller in der Stadt Mittweida ansässigen Bünde trug, war in der Zeit der DDR weitgehend unscheinbar und im Jahre 2004 kaum noch erkennbar. Ähnliche Wappenfelsen, jedoch nicht mit so hoher Zahl von Motiven, gibt es auch auf beiden Rheinufern zwischen Bacharach und Bingen.
2024 umfasst das MSC 4 aktive Korporationen, nämlich die Landsmannschaft Teutonia Mittweida zu Duisburg, die Burschenschaft Berolina Mittweida zu Lübeck, die Burschenschaft Fidentia Mittweida, die Landsmannschaft Badenia Mittweida zu Ulm und 5 suspendierte Korporationen. Gemeinsam halten diese Korporationen Veranstaltungen nach ihrem Veranstaltungskalender ab.